# ثقافة إسكتلندا

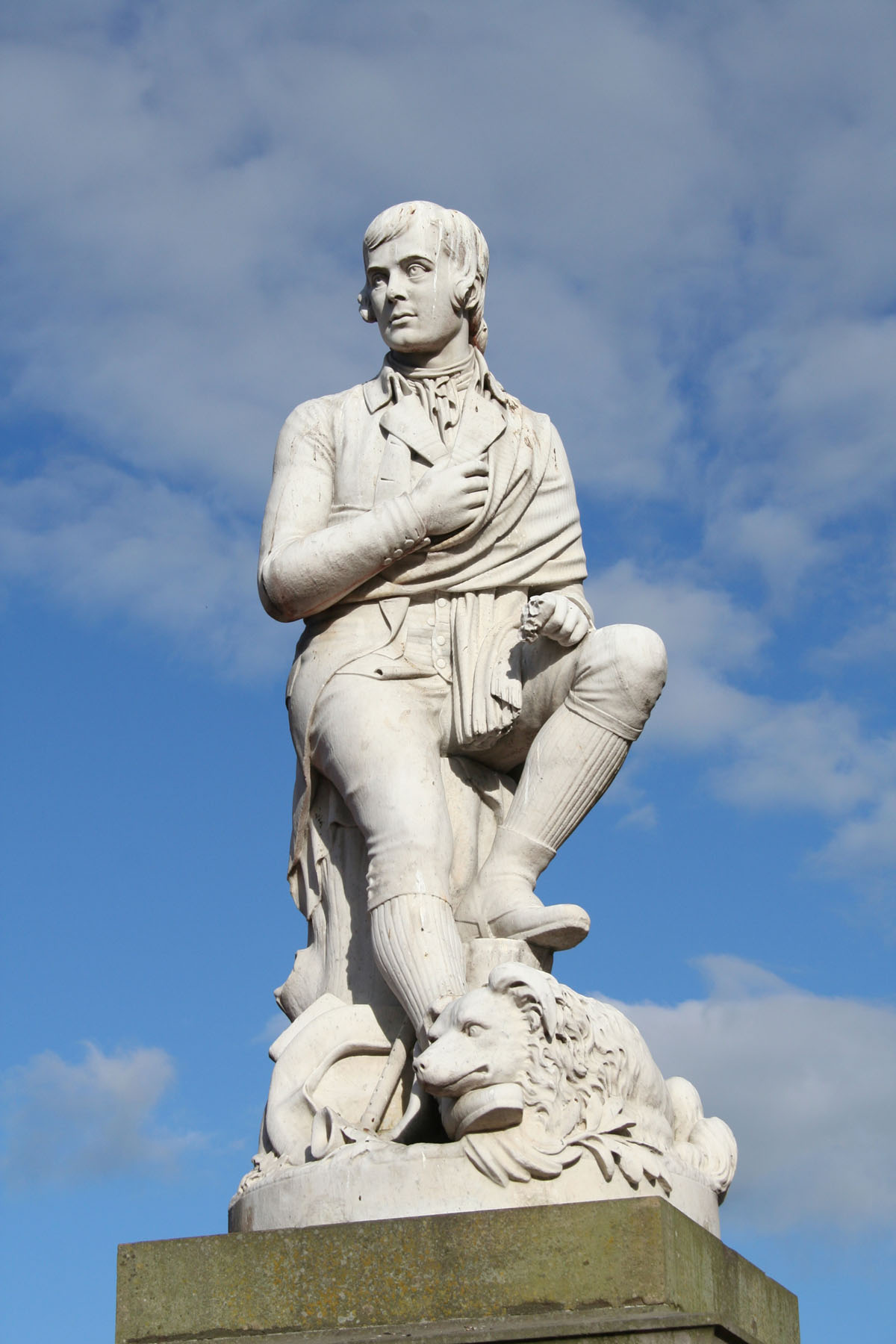

ترجع ثقافة اسكتلندا إلى أنماط النشاط البشري والرمزية المرتبطة باسكتلندا والشعب الاسكتلندي. بعض عناصر الثقافة الاسكتلندية، مثل كنيستها الوطنية المستقلة، محمية في القانون، على النحو المتفق عليه في معاهدة الاتحاد وصكوك أخرى. العلم الإسكتلندي أزرق اللون مع صليب أبيض على شكل حرف إكس بالإنجليزية، ويمثل صليب القديس أندرو.

## القانون الإسكتلندي
تحفظ اسكتلندا القانون الإسكتلندي، وهو نظامها القانوني الفريد، القائم على القانون الروماني، الذي يجمع بين ملامح كل من القانون المدني والقانون العام. حددت شروط الاتحاد مع إنجلترا الاحتفاظ بأنظمة منفصلة. يُدعى المحامون في المحاكم العليا بمحامي الدفاع، وأيضًا قضاة المحكمة العليا للقضايا المدنية هم أيضًا قضاة المحكمة العليا للقضايا الجنائية. القانون الإسكتلندي يختلف عن نظام القانون العام في إنجلترا. في الماضي، كانت هناك عدة أنظمة قانونية إقليمية في إسكتلندا، كان أحدها قانون أودال (أو قانون الإقطاع) في شتلاند وأوركني. وكان متحدرًا بشكل مباشر من قانون الشمال القديم، ولكنه ألغي في عام 1611. على الرغم من ذلك، اعترفت المحاكم الاسكتلندية بتفوق قانون أودال في بعض قضايا الملكية في التسعينات. هناك حركة لإعادة قانون أودال إلى الجزر كجزء من نقل السلطة من إدنبره إلى شتلاند وأوركني. ظلّت أنظمة مختلفة قائمة على القانون السلتي المشترك باقية في المرتفعات حتى القرن الثامن عشر.

## المصارف والعملة
تتميز الخدمات المصرفية في إسكتلندا بخصائص فريدة. رغم أن بنك إنجلترا يظل البنك المركزي لحكومة المملكة المتحدة، إلا أن ثلاثة بنوك شركات اسكتلندية لا تزال تصدر أوراقها النقدية الخاصة: بنك اسكتلندا، والبنك الملكي الإسكتلندي، وبنك كلايدسديل.

## الرياضات
تشارك اسكتلندا المنافسة في المناسبات الرياضية مثل كأس العالم لكرة القدم. لكنها لا تتنافس في الألعاب الأولمبية بشكل مستق. في ألعاب القوى، تنافست اسكتلندا على كأس السلتيك، ضد منتخبي ويلز وإيرلندا، منذ افتتاح الحدث سنة 2006.
اسكتلندا هي «موطن الغولف»، وهي معروفة بمساراتها. فضلًا عن ألعاب المرتفعات الخاصة بها المشهورة عالميًا (المسابقات الرياضية)، فهي أيضًا موطن لعبتي الكيرلنغ، والشينتي، وهي لعبة تستخدم العصا شبيهة بلعبة الهيرلنغ الإيرلندية. تضم اسكتلندا 4 فرق هوكي جليد محترفة تتنافس في دوري النخبة لهوكي الجليد. تعتبر لعبة الكريكيت الاسكتلندية لعبة أقلية.

## الأدب
كانت أول المطبوعات التي كتبت في اسكتلندا المعروفة اليوم تتألف من خطاب بريثوني في القرن السادس، وبقيت في إطار المطبوعات الويلزية. في القرون التالية، كانت هناك مطبوعات باللغة اللاتينية تحت تأثير الكنيسة الكاثوليكية، وباللغة الإنجليزية القديمة، جلبها المستوطنون الأنغليون. مع تطور مقاطعة ألبا إلى مملكة اسكتلندا منذ القرن الثامن، كانت هناك نخبة أدبية مزدهرة تنتج بانتظام نصوصًا في كل من الغالية واللاتينية، تتشارك ثقافة أدبية مع أيرلندا وغيرها. بعد الثورة الدافيدية في القرن الثالث عشر، سيطرت ثقافة اللغة الفرنسية المزدهرة على الأدب، في حين أُنتجت المطبوعات النورسية في مناطق المستوطنات الاسكندنافية. إن أول نص رئيسي ناجٍ في الأدب الاسكتلندي هو ملحمة جورج بربور في القرن الرابع عشر، والتي أعقبتها سلسلة من النسخ العامية من رومانسيات العصور الوسطى. انضمت إليها أعمال النثر الاسكتلندية في القرن الخامس عشر.
في بداية العصر الحديث، دعمت الرعاية الملكية الشعر والنثر والدراما. رأت محكمة جيمس الخامس أعمالًا مثل «هجاء العقارات الثلاث» من كتابة السير ديفيد ليندسي أوف ذا ماونت. في أواخر القرن السادس عشر، أصبح جيمس السادس راعيًا وعضوًا في دائرة من شعراء وموسيقيي البلاط الإسكتلندي تعرف باسم فرقة كاستياليان. عندما اعتلى العرش الإنجليزي في عام 1603، تبعه الكثيرون إلى البلاط الجديد، ولكن دون مركز رعاية ملكية، انحسر تقليد النثر الشعري. أعيد إحياؤه بعد الاتحاد مع إنجلترا في عام 1707 من قبل شخصيات شملت ألان رامزي وروبرت فيرغسون وجيمس ماكفيرسون. جعلت الدورة الأوسيزية من الأخير أول شاعر اسكتلندي يحظى بسمعة عالمية. ساعد في إلهام روبرت بيرنز، الذي يعتبره الكثيرون شاعرًا وطنيًا، ووالتر سكوت الذي قدمت رواياته «وافيرلي نوفلز» الكثير في محاولة تعريف الهوية الاسكتلندية في القرن التاسع عشر. في نهاية العصر الفيكتوري، حقق عدد من الكتاب الاسكتلنديين سمعة دولية، بمن فيهم روبرت لويس ستيفنسون، وآرثر كونان دويل، وجي. إم. باري وجورج ماكدونالد.
في القرن العشرين كانت هناك موجة نشطة في الأدب الإسكتلندي، عرفت باسم النهضة الاسكتلندية. حاول القائد هيو ماكديارميد إحياء اللغة الاسكتلندية كوسيط للأدب الجاد. أعقب أعضاء الحركة جيل جديد من الشعراء في مرحلة ما بعد الحرب، من بينهم إدوين مورغان، الذي عُين بعدها أول «شاعر ماكار» من قبل الحكومة الاسكتلندية الافتتاحية في عام 2004. منذ ثمانينيات القرن العشرين، شهد الأدب الإسكتلندي إحياءً آخر كبيرًا، ارتبط بشكل خاص بكتاب مثل جيمس كيلمان وإيرفين ويلزي. كان من بين الشعراء الاسكتلنديين الذين ظهروا في نفس الفترة كارول آن دافي، التي كانت أول اسكتلندي يفوز بجائزة شاعر في المملكة المتحدة في شهر مايو من عام 2009.

## الطعام والشراب
على الرغم من أنه كثيرًا ما يقال على سبيل الدعابة أن لوح شوكولا مارس المقلي يجسد النظام الغذائي الإسكتلندي الحديث، إلا أن المطبخ الإسكتلندي يقدم أطباق تقليدية مثل الأسماك ورقائق البطاطا، والهاجس، وأربروث سموكي، والسلمون، ولحم الغزال، والكراناتشان، والبانوك، والستوفيز، والشوربة الاسكتلندية، وكعكة البطاطا، والكعكة الغربية.
تعرف اسكتلندا أيضًا بالويسكي الأسكتلندي المقطر، بالإضافة إلى البيرة الاسكتلندية.
يعود المشروب الغازي «إرن – برو» إلى صانعه شركة إيه. جي. بارر، ويعد مشروبًا اسكتلنديًا وطنيًا «آخر» وذلك نظرًا لحصته الكبيرة في السوق الإسكتلندي التي تفوقت على مبيعات الماركات العالمية الرئيسية مثل كوكاكولا.

## الفلسفة
تزخر اسكتلندا بتقليد فلسفي قوي، وهو تقليد غير معتاد بالنسبة لمثل هذه الدولة الصغيرة. كان دونس سكوتس واحدا من أهم الفلاسفة في العصور الوسطى. كانت أدنبرة خلال عهد التنوير الإسكتلندي موطنًا للكثير من المواهب الفكرية، بمن فيهم شخصيات مثل فرانسيس هوتشيسون، وديفيد هيوم، وآدم سميث. أنجبت مدن أخرى مفكرين رئيسيين في ذلك الوقت منهم: توماس ريد من أبردين.

## اللغة والدين
تزخر اسكتلندا بأسرة فريدة من نوعها من اللغات واللهجات، مما يساعد على تعزيز حس قوي بالانتماء الإسكتلندي. أُنشئت منظمة تدعى «لويرت كولم سيل» (مشروع كولومبا) لدعم المجتمعات الناطقة باللغة الغالية في كل من اسكتلندا وإيرلندا ولتعزيز الروابط فيما بينها.
تحتفظ إسكتلندا بكنيستها الوطنية، منفصلة عن كنيسة إنجلترا. هناك أيضا أقلية كبيرة من الكاثوليك الرومانيين، تشكل نحو 16% من السكان.
القديس الراعي لاسكتلندا هو القديس أندرو، ويحتفل بعيده في إسكتلندا في 30 نوفمبر من كل عام. أيضًا، تتمتع القديسة (الملكة) مارغريت، كولومبا، وسانت نينيان بشعبية تاريخية كبيرة.

## الاحتفالات الانترسلتية
كواحدة من الدول السلتية، تُمثل اسكتلندا في الأحداث الانترسلتية في كل من الوطن وحول العالم. تستضيف اسكتلندا مهرجانين انترسلتيين للموسيقى (مثل مهرجان التواصلات السلتية الممول من قبل مجلس الفنون الإسكتلندي، وغلاسغو، ومهرجان هيبريدين سيلتيك، وستورنواي) الذي تأسس في منتصف تسعينيات القرن العشرين.
تمثل الثقافة الاسكتلندية في المهرجانات الانترسلتية للموسيقى والثقافة حول العالم. من بين أكثر المهرجانات شهرة مهرجان «إنترسيلتيك دي لوريان» الذي يقام سنويًا في بريتاني منذ عام 1971، ومهرجان بان سيلتيك في إيرلندا، والمهرجان الوطني السلتي في بورترلينغتون في أستراليا.